# Josep Elías i Juncosa
Josep Elias i Juncosa (1880-Barcelona, 1944) fou un esportista, directiu i periodista català. Fou un dels màxims impulsors i divulgadors dels esports a Catalunya en el primer terç del segle xx.
Nascut a Tarragona, es traslladà a Barcelona on de molt jove s'interessà per la gimnàstica, el ciclisme, el futbol, i la nàutica. Fou membre o directiu de diversos organismes com la Unió Velocipèdica Espanyola, la Federació Gimnàstica Espanyola o la Confederació Esportiva de Catalunya (1922), o clubs com el Reial Yacht Club, FC Barcelona, Sportmen's Club, Catalunya Lawn Tennis Club, Reial Club Marítim de Barcelona i Centre Excursionista de Catalunya.
La seva tasca més important, però, fou la de divulgador. Dirigí Los Deportes el 1903 i treballà a La Veu de Catalunya, on signà amb el pseudònim de Corredisses. El 1914 va promoure la col·lecció de divulgació esportiva Biblioteca Los Sports de la que ell mateix signà el volum sobre Foot-ball Asociación, i el 1918 publicà el llibret Exercicis de mar, el primer llibre esportiu d'aquestes característiques en llengua catalana.
Políticament s'afilià a la Lliga Regionalista, des de la qual va promoure la candidatura olímpica de Barcelona per als Jocs Olímpics de 1924.